# محمود سليم (مخرج)
محمود سليم هو مخرج مصري.

## سيرته المهنية
قام المخرج محمود سليم بإخراج عملين، أولهما هو فيلم (آخر ورقة) في عام 2013، والآخر هو فيلم (عيال حريفة) والذي تحدد إصداره بموسم عيد الأضحى المبارك بيوم 23 سبتمبر لعام 2015.

## فيلموجرافيا
| التسلسل | اسم الفيلم | تاريخ الصدور | ملاحظات     |
| ------- | ---------- | ------------ | ----------- |
| 1       | آخر ورقة   | 2013         | لم يعرض بعد |
| 2       | عيال حريفة | 2015         |             |
| 3       | تعويذة تو  | 2017         |             |